# MusicMix
A MusicMix egy interaktív zenecsatorna volt. A korábban megszűnt MusicBox szellemi utódjaként is tekinthető. 2015. januárban jelentették be megszűnését, március 19-én szűnt meg.

## Története
A korábban MusicMax néven futó csatorna Magyarországon, Romániában, Szlovákiában, Szerbiában, Csehországban és a környező magyarok lakta területeken sugározta műsorát. A MusicMix csatorna Magyarországon egyedülálló interaktív zenecsatorna volt, ami azt jelenti, hogy a klipek a nézők SMS-ben elküldött kérései alapján kerültek műsorra. A műsorban mindig a legtöbb szavazatot kapott klipek kerültek adásba. 2012 vége óta szinte kizárólag videóklipeket sugárzott.
2000. november 24-én MusicMax néven indult, majd 2004. augusztus 16-án tulajdonosváltást követően a Cherry Music nevet viselte. 2005 karácsonya második napján (december 26-án) Super 1 Music néven működött, 2007 júniusában pedig visszakapta a MusicMax nevet. Legutóbbi neve, a MusicMix, 2009. július 1-jén lett bevezetve.
A csatorna sorsa 2015 januárjában megpecsételődött, miközben a sugárzása 2015. március 19-én leállt. Ennek fő oka az volt, hogy csak kevés szolgáltatónál volt jelen, műholdon csak a Digi TV csomagjában volt benne. A legolcsóbb kábelcsatornák közé tartozott. Reggel 4-től este 11-ig, napi 19 órában sugárzott, a fennmaradó időben a MusicMix SuperOne (korábban: MusicMax Adult, Super 1) nevű pornócsatorna volt fogható, amely a csatornával együtt szintén megszűnt az említett napon.

## Műsorok
New hits új zenék Hétköznap 8:00 és 12:00 korábban 7:00-kor volt
Club mix két órás party műsor Péntek és szombat 20:00
Music mix Top 20 a hét 20 legjobb klipje szombat 18:30 ismétlés vasárnap 10:00

## Külső hivatkozások
- Hivatalos honlap